# Rozsdatemető
A Rozsdatemető Fejes Endre családregénye, mely először 1962-ben jelent meg a Magvető Könyvkiadónál Csernus Tibor illusztrációival, 50 év magyar történelmén átívelve mutatja be egy munkáscsalád életét az „ezerszer áldott nyolcadik kerület”-ből. A tragikus történet folyamán a prolikörnyezet lakói születnek, férjhez mennek, elválnak és temetnek – miközben átlendülünk az első világháborún, a fehérterroron, konszolidálódik a Horthy-korszak, kitör és befejeződik a második világháború.

## Történet
|  | Alább a cselekmény részletei következnek! |

1962 tavaszán ifjabb Hábetler János esztergályos megölte sógorát, Zentay Györgyöt a rozsdatemetőben (roncstelepen), ahol mindketten dolgoztak. Az eset rejtélyessége felkelti az író figyelmét, aki szeretné megtudni, mi volt az elkövető indítéka, aki azonban konokul hallgat. Az író elkezd kutatni, és miközben egyre több emberhez jut el és jegyzeteli le a Hábetler család történetét, megismeri János motivációját és azt az életet, amit családja több generáció óta él. Különleges ügyészi beszélőn tárja elé azt, amit eddig megtudott, és János ennek hatására végül megnyílik. Az író szimpatizálni kezd vele, sorsán, ahogyan az egész család mintegy "átzuhant a történelmen", mintha semmi se történt volna, és az olvasónak előrevetíti: büntetését bírák szabják majd ki, akik méltányosak lesznek.
A történet még az első világháború idején kezdődik, amikor idősebb Hábetler János az olasz fronton harcolt. 1918-ban szakaszával hazavezényelték, ezen a nyáron ismerkedett meg Pék Máriával, aki teherbe esett tőle. Az ősszel Hábetler nevelőszüleihez utaztak Brügecsre, ahol Pék Mária botrányt csinál, szidalmazva a maradi, babonás falusiakat – nem sokkal ezt követően elvetél. Mikor visszatérnek a városba, Hábetler János megdöbbenve tapasztalja, hogy katonaszázada szőrén-szálán eltűnt. Az őszirózsás forradalom idején Kólisch ügyvédnél találtak munkát. Hábetler János először mint nemzetőr, majd mint a Tanácsköztársaság vöröskatonája szolgált. A kommün bukása után kidobták őket Kólischék, Pék Mária cselédkönyv nélkül maradt, és a nő unokatestvére, a Tanácsköztársaság egykori rangos tisztje, Stádinger Józsi sem segíthetett. Beleznay sírköves pincéjében laktak ekkoriban, első gyermekük, Gizike 1920-ban született ide. Stádinger Józsi is itt lakott velük egy ideig, míg aztán a kommünben vállalt szerepéért a rendőrök el nem vitték és agyon nem verték.
Pék Mária egy orvoshoz került mindenesnek, és ide költöztek Hábetlerrel, míg a férfi a piacon volt segédmunkás. Szerencsés módon egykori századvezetője, dr. Mátyás Vilmos megtalálta őt, és munkát intézett neki: a Protestáns Tábori Lelkészi Hivatal vette állományba, mint polgári sekrestyés. Kezdetben főként halálraítéltek kivégzésénél segédkezett a vallási teendőkkel kapcsolatosan, majd vallási ünnepeken énekelt. Pozíciójából adódóan kiutaltak nekik egy lakást a Lenke [ma: Október 23. u. és Bocskai út] úti barakktelepen, amelyet igyekeztek lehetőségeikhez mérten rendben tartani. Itt ismertek meg több olyan embert, aki később is a család életének része maradt: Kalauz Istvánt, és Küvecseséket (Küvecses Annával kapcsolatosan a regény során visszatérő vád, hogy Pék Mária szerint az ura vele csalja meg őt, amiről később kiderül, hogy nem igaz). 1922-ben megszületett ifjabb Hábetler János, 1924 augusztusában pedig Hábetler István, aki alig pár hónaposan meghalt. 1926-ban megszületett Hajnalka is, aki azonban szintén meghalt nem sokkal később. 1930-ban megszületett Eszter, 1932-ben pedig egy újabb Hajnalka utónevű lány.
1933-ban Hábetlert áthelyezték a Ludovika Akadémiára, de arról hallgatott mindenki előtt, hogy a munkaköre közel sem olyan fontos, mint amilyennek látszik. Jani ahogy cseperedett, úgy volt vele egyre több gond: őszinte, agresszív, de érzékeny fiú volt. 1936-ban a családnak költöznie kellett a barakktelep bontása miatt, a józsefvárosi Nagyfuvaros utcába. Itt ismét új emberekkel ismerkedtek meg: Sápadt Béla szobafestővel (aki titkon a nyilasokkal szimpatizált), Híres Istvánnal, a rossz életű Csele Julival, és az öreg zsidó Reich bácsival. Lánya, Kató, szerelmes lett Janiba, aki a fokozódó politikai helyzetet ismerve tartott a kapcsolatuktól. Ekkoriban Gizikének is udvarlói lettek: kezdetben Szűcs Bélával tervezte az esküvőt, akit viszont Pék Mária ki nem állhatott, és a család érdekében a törtető, de pipogya Híres Istvánnal való házasságkötést forszírozta, melyre sor is került 1940-ben. Jani Sápadt Bélának kezdett el segédkezni, közben megismerkedett a kommunista eszmékkel, lázadásának nyíltan hangot is adott, ami miatt majdnem bajba keveredett. 
1941-ben Híres Istvánt behívták katonának, majd 1942 őszén meghalt Reich bácsi. Jani megesküdött Katónak, hogy megvédi őt bárkitől. 1943 őszén aztán behívták őt katonának, barátjával, Kalauz István fiával, Gyurival együtt, először csak gyakorlatozni. 1943 karácsonyán Kató teherbe esett Janitól, akit 1944 tavaszán kivezényeltek az ukrán frontra. A nyilas hatalomátvétel után Magyarországra vezényelték őket, ahol ősz végén Csabdi határában Jani szovjet hadifogságba került. Ebben az időben idősebb Hábetler Jánosnak is be kellett vonulnia, őt a nyilasok nyugat felé vitték magukkal. A család, ahol Gizikéék lánya, Ágotha is megszületett, így Pék Máriára maradt, aki amikor Budapest bombázása beindult, az egész családdal elment Brügecsre – csak a város határában jutott eszükbe, hogy Reich Katót, akinek akkor már csillagos házban kellett laknia, gyermekével, Máriával együtt ottfelejtették. Később mindkettejüket Auschwitzba hurcolták, ahol meghaltak. Csak 1945 tavaszán tértek vissza, a házban Reichék helyére kommunisták, Seres Sándor és felesége költöztek. Habár Seres Sándor nagyon egyszerű és műveletlen ember volt, de őszintén hitt az eszmében, és arra bátorította Hábetleréket, hogy vállaljanak részt a szocializmus építésében – de ők ezt meg se látták, mert folyton csak a stílusán nevettek.
Idősebb Hábetler János, aki a drezdai bombázás poklát is túlélte, 1945 márciusában tért haza. Azon nyomban B-listázták (horthysta-nyilas kollaboránsként értékelték tevékenységét), így csak alantas munkakörökbe kerülhetett. Híres István is hazakerült, aki a rá jellemző ügyességgel gyorsan haladt előre az új rendszerben a ranglétrán, Gizike pedig mellette dolgozott. Hajnalka és Eszter zenészeket ismertek meg és velük kerültek romantikus kapcsolatba. 1949 őszén Jani is hazatért a hadifogságból, és itt szembesült azzal, hogy Reich Kató meghalt. 
Eszter számos fiúval randevúzott, majd Zentay György volt, akivel kapcsolata komolyra fordult. 1951 végén volt az eljegyzésük, majd össze is házasodtak. Csak később derült ki Eszter számára, hogy György alkoholista, és ha iszik, agresszív és kötekedő lesz, emiatt házasságuk hamar megromlott. Nem sokkal később Hajnalka is férjhez ment, a Zentay-család egyik régi jó ismerőséhez, Szuha Miklóshoz. Ezután az öreg Zentayt kitelepítették a Hortobágyra, Szuha Miklós apja pedig meghalt, amitől a fiú teljesen összeomlott. Nem sokkal később egy fiuk született, ifjabb Szuha Miklós. A még mindig gyászoló férje miatt Hajnalka elhidegült tőle és megcsalta őt a brigádvezetőjével – utóbb aztán mégis kibékültek. Híres István eközben, akit teljesen kiborított felesége egykedvűsége, és hogy nem akar vele közös programokat, megcsalta Gizikét, így a házasságuk, bár nem váltak még el, véget ért.
1956 őszén Zentay György elesett oldalkocsis motorjával (később derült ki, hogy nem baleset volt, hanem részegen ült a volán mögé), és emiatt olyan súlyosan megsérült, hogy hónapokig ágyhoz kötött lett. Az 1956-os forradalom eseményei így érték el a családot, különösebb fennforgás nélkül, leszámítva, hogy Híres István csatlakozott a forradalmárokhoz, amit Jani, ismerve István kommunista rendszerben tanúsított törtetését, köpönyegforgatásnak titulált. 1957-ben Zentayéknál is tarthatatlan lett a helyzet, állandósultak a veszekedések, a verekedések. Az év végén a letartóztatott Híres Istvánt elengedték, politikai szerepvállalása miatt karrierje derékbatört, és Gizike, anyja kérése ellenére, beadta a válópert. 
1958 nyarán a Brügecsre tartó Hábetler János szívinfarktust kapott, napokig élet és halál között lebegett, így nyugdíjba kellett vonulnia, ami azzal a kellemetlen következménnyel járt, hogy mivel Pék Mária a széltől is óvni akarta, a lakást sem hagyhatta el, így az öregek elkezdték egymást marni, régi és új sérelmek miatt. Hajnalka elvált Szuha Miklóstól, és egyik első szerelmével, a szaxofonos Ervinnel házasodott össze, Zentay pedig elköltözött Esztertől. Jani esztergályosként kezdett el dolgozni, munkahelyén megismert egy lányt, Cira Piroskát, akit elvett feleségül, 1959-ben pedig megszületett a legifjabb Hábetler János. Jani, aki nem bírta tovább nézni a két öreg civódását, és azt, ami a testvéreivel történik, elhatározta, hogy elköltözik feleségével és fiával, de Pék Mária hisztérikusan könyörgött neki, hogy maradjon otthon, legyen együtt a család. Öngyilkos is próbált lenni, sikertelenül. 1961-ben aztán rosszul lett, bevitték a kórházba és meghalt. Pék Mária halálát az öreg Hábetler eszelősen fogadta, a temetésre is alig merték elengedni – mely temetés nagy fényűzés és felhajtások közepette történt. A karácsonyt már nélküle töltötte a család, majd a két ünnep között meghalt az öreg Zentay is. Fia nagyon nehezen viselte apja halálát, majd ugyanabba az esztergályosműhelybe került dolgozni, ahol Jani is volt.
Itt kerül keretbe a regény, ugyanis ebben a jelenetben történik meg maga a gyilkosság. Zentay ittas állapotban kötekedni kezd ex-sógórával: a Hábetler család szemére veti, hogy Hajnalkától már a szaxofonos is elköltözött, mert ő sem volt elég jó neki, de a három szépasszonynak mindhárom egykori férj szépen fizeti a gyerektartást, szeretőt tartanak, miközben sajnáltatják magukat, de egyik sem tesz semmit, hogy kitörjön ebből az állapotból. Zentay, aki most már egészen indulatba jött, az egész Hábetler családot szidalmazza, amiért itt a szocializmus, amiben kiteljesedhetnének, lehetnének valakik, és ők mégsem tesznek semmit, ugyanúgy élnek, mint azelőtt évtizedekig. Amikor aztán megemlíti, hogy a saját családtagjainak feledékenysége miatt halt meg Reich Kató és a lánya Auschwitzban (noha Pék Mária folyamatosan a család összetartásáról prédikált), az már Janinak is sok, és hirtelen indulatában úgy megüti Zentayt, hogy az a géproncsok közé bezuhanva beveri fejét és szörnyethal.
A befejezés nem tartalmaz magyarázatot arra nézve, hogy mi történt Janival, hanem erősíti Hábetlerék közönyét, mert még ebben az esetben is, amikor őt emberöléssel vádolják, a család ugyanúgy éli a maga életét: Hajnalka és Eszter nyaralni készülnek, Gizike szendvicset készít nekik az útra, az öreg Hábetler meg azon spekulál, hogy Stádinger Józsi halálára hivatkozva hogyan tudna magának egy kis nyugdíjemelést összehozni...
|  | Itt a vége a cselekmény részletezésének! |

## Az antidráma
A Rozsdatemető először 1963-ban került színpadra a Thália Színházban, Kazimir Károly rendezésében. Fejes kezdetben vonakodott a dramatizálástól, de aztán lelkesen fogott hozzá, annak ellenére, hogy a kritikusok korábban úgy nyilatkoztak: ez egy antidráma. Valamilyen szempontból igazuk volt, ugyanis bár kiválóan sikerült az előadás, inkább tűnt színpadra állított forgatókönyvnek, mint valódi drámának, hiszen 60 év történetét, melyet a regényben körülbelül 200 oldalba sűrített bele az író (ezért is hívták antiregénynek), mindössze 2 és fél órában kellett színpadra vinni. Később további próbálkozások születtek a darab színpadra vitelére, de ez maradt a legenigmatikusabb mind közül.
Legutóbb a budapesti Katona József Színház, s ott Máté Gábor próbálta ki, hogy van-e még aktualitása a Rozsdatemetőnek. Rozsdatemető 2.0 címmel mutatták be újra a darabot, amely folytatta is az eredeti művet, egészen a 2006. őszi eseményekig.
Színházi bemutatók:
- 1963. 11. 14. Rozsdatemető, Thália Színház, rendező: Kazimir Károly
- 1964. 12. 04. Rozsdatemető, Miskolci Nemzeti Színház, rendező: Orosz György
- 1965. 01. 09. Rozsdatemető, Szegedi Nemzeti Színház, rendező: Sándor János
- 1965. 05. 14. Rozsdatemető, Pécsi Nemzeti Színház, rendező: Szilágyi Sándor
- 1965. 05. 21. Rozsdatemető, szolnoki Szigligeti Színház, rendező: Berényi Gábor
- 1980. 03. 29. Rozsdatemető, József Attila Színház, rendező: Berényi Gábor
- 1995. 10. 22. Rozsdatemető, Thália Színház, rendező: Csiszár Imre
- 2019. 03. 09. Rozsdatemető 2.0, Katona József Színház, társszerző: Tasnádi István, rendező: Máté Gábor

## A hábetlerizmus
A Hábetler családnak semmi mása nincsen, mint az összetartás, melyért főleg Pék Mária felel, s ünnepi rántott hala és túrós csuszája. Bár a Hábetler lányok kezdettől fogva erőtlenül próbálkoznak a társadalmi korlátaikon túllendülni, főként viharos szerelmi hódításaikon és sikertelen házasságaikon keresztül. A második generáció hiába tehetségesebb és ambiciózusabb, mint a szüleik, nem menti meg őket semmi attól, hogy igazi Hábetlerekké váljanak. Vegetatív, szűk látókörű, gettószerűen bezárkózva leélt életükbe nem hatol be a történelem, a második nemzedék, a körülötte gyökeresen megváltozott világ közepette, ugyanolyan céltalanságban éli napjait, mint az előző. Lehetetlenné válik, hogy bárki kilépjen a kis közösség szűk keretei közül, belépni is csak nehezen tudnak a különböző udvarlók, és Seres Sándor, a szomszéd, aki a rendszer feltétlen kiszolgálójaként téríti Hábetleréket. Bár a történelmi sorsfordulók tragikus csapásokkal érintik a családot (Jani szerelmének, a zsidó Reich Katónak elhurcolása, Jani hadifogsága, az öreg Hábetler B-listára tétele), nem tudnak változtatni a kialakult reflexeiken, belterjes szokásaikon. Egy-egy jelentős történelmi esemény után (s közben) a Hábetler portán éppúgy folyik az élet, mint előtte.
A szeretők, férjek is többnyire túl dinamikusak a családhoz képest, Pék Mária elmarja gyermekei mellől őket, akik nem bírják ezt a belterjes életet. Köztük semmi sem magánügy, mindenkinek mindenhez köze van, s hiába tiszta lelkű, jóakaratú emberek, nincs, aki tartós kapcsolatban bírna maradni velük. Híres István, a legidősebb lány, Gizike férje túl törtető, Zentay és Szuha Miklós pedig szélesebb látókörével, tanulási ambícióival rí ki a családból.
A regény kulcsfigurája Jani, ő az egyetlen, aki érzi, valami nincs rendben a családjával, de ő sem tud tenni ez ellen, mindössze dühkitöréseivel, látszólag indokolatlan agressziójával „bünteti” a szerinte helytelenül élő rokonait. Ő sem tud olyan célt kitűzni maga elé, amely kiemelné lehúzó környezetéből, de ő az egyetlen, aki eltöpreng közös sorsukon, s tehetetlenségérzetében gyilkolja meg Zentayt, amiért még abban a társadalomban sem tud érvényesülni, amelyik a kedvét keresi. Zentay a mű végén az alábbiakkal foglalja össze a "hábetlerizmus" lényegét:

„Ti, akiket magam mögött hagyok ebben a rendszerben is, százszor különb életet élek nálatok, legalább munkaügyi főeladó lettem, és még előbbre is jutok, tanulok akkor is, ha minden funkcionáriussal egyenként kell verekednem, ti mertek prédikálni? Miféle jogon? Hát ez a rendszer a ti homlokotokat csókolja, könyörög, hogy fáradjatok el az egyetemre, legyetek orvosok, mérnökök, bírók, főművezetők, főrendőrök, főkatonák, főistennyilák, és ti előbújtatok a barakkokból, éltek ugyanúgy, mint a hörcsögök. Dzsessz, tánc, hajrá Fradi. Csak zabáltok, tömitek magatokat túrós csuszával, rántott hallal, böfögtök, és ágyba bújtok, kedves Hábetler elvtárs! [...] Láttál már színházat belülről? Elolvastál egyetlen könyvet is? Pedig te vagy ennek a hatalomnak a birtokosa, esztergályos főnemes, háborús mártír, hiszen a szerelmedet és a kislányodat egy kis feledékenység miatt égették el Auschwitzban.”

## Külföldi kiadások
- くず鉄墓場, Kuzutecu hakaba, 1971; ford. Hani Kjóko, japán nyelven
- Schrottplatz, Aufbau-Verlag, 1976; német nyelven